# Trường Trung học phổ thông chuyên Lê Quý Đôn, Gia Lai
Trường Trung học phổ thông chuyên Lê Quý Đôn (tiếng Anh: Le Quy Don High School for Gifted Students in Gia Lai) là một trường trung học phổ thông chuyên công lập, có trụ sở tại phường Quy Nhơn, tỉnh Gia Lai và là một trong ba trường chuyên của tỉnh.

## Lịch sử hình thành
Trường THPT chuyên Lê Quý Đôn được thành lập từ năm 2000 theo Quyết định số 1930/QĐ-UB ngày 28 tháng 6 năm 2000 của Chủ tịch UBND tỉnh Bình Định, đến nay nhà trường đã trải qua hơn 23 năm xây dựng và phát triển với nhiệm vụ phát hiện, bồi dưỡng đào tạo năng khiếu học tập ở cấp Trung học phổ thông cho tỉnh Bình Định. Hiệu trưởng đầu tiên của trường là Thạc sĩ Phạm Quang Bắc (2000 - 2016). Hiệu trưởng tiếp theo của trường là Thạc sĩ Mai Anh Dũng (2016 - 2021). Hiệu trưởng hiện tại là Thạc sĩ Huỳnh Lê Minh
Trường chính thức khai giảng năm học mới đầu tiên vào đầu tháng 8 năm 2000, với 13 cán bộ giáo viên nòng cốt, cùng 5 lớp 10 (tuyển sinh), 5 lớp 11 (chuyển từ Trường Quốc học Quy Nhơn qua). Ngay trong năm học đầu tiên, 19/23 học sinh của trường tham dự kỳ thi Olympic toàn miền Nam đạt giải (được chọn là một trong 10 sự kiện tiêu biểu của tỉnh Bình Định) và có 13 giải học sinh giỏi quốc gia.
Đến năm học 2002 - 2003, bằng sự tài trợ của ông Huỳnh Uy Dũng, Chủ tịch Hiệp hội Doanh nghiệp tỉnh Bình Dương, và kinh phí đầu tư của tỉnh, trường đã hoàn thành việc xây dựng cơ sở và chính thức đặt trường sở tại số 02 Nguyễn Huệ, Quy Nhơn.
Năm học 2007-2008, Trường được chính phủ công nhận đạt danh hiệu Trường chuẩn quốc gia. 

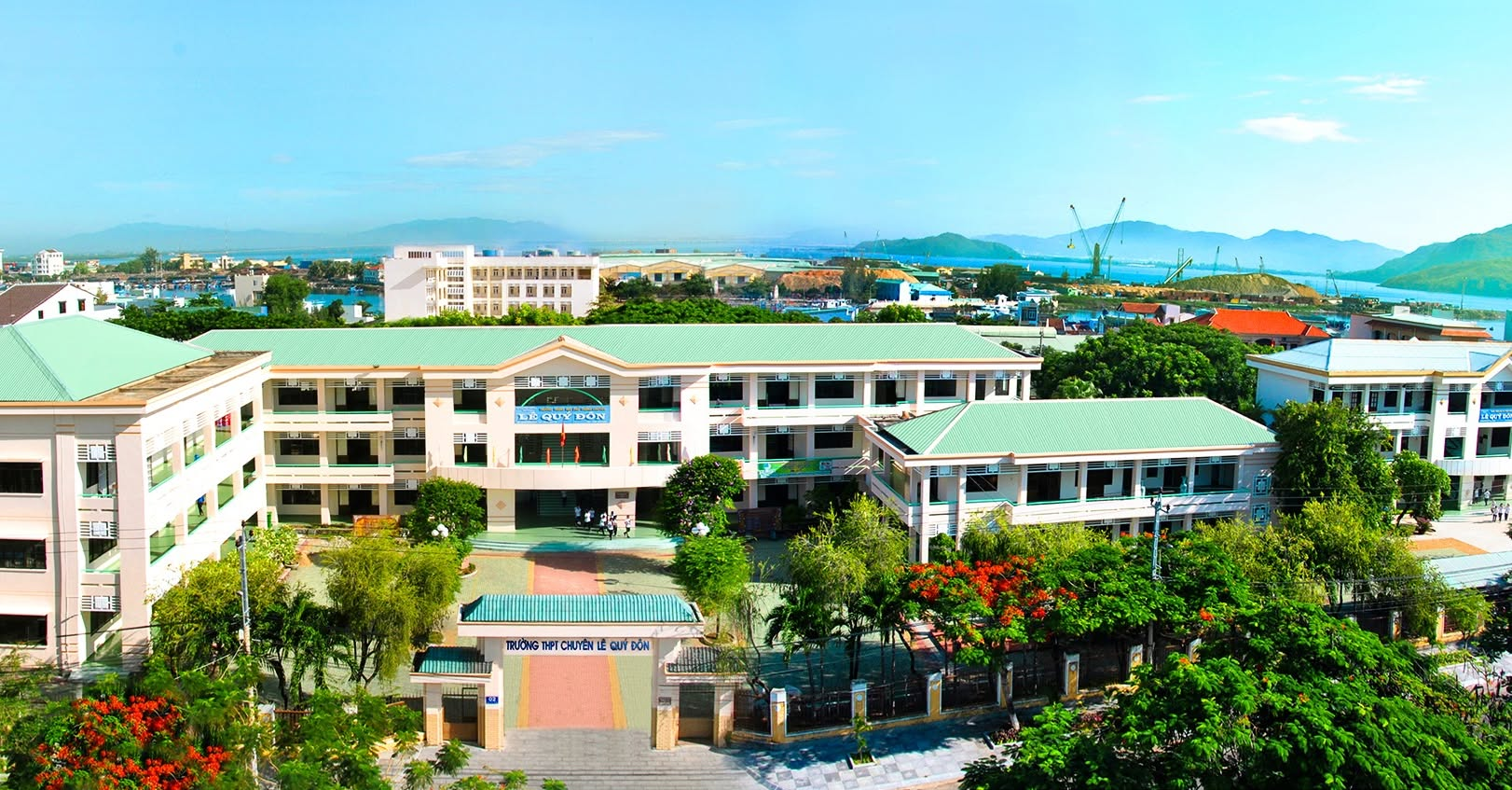
Trường THPT chuyên Lê Quý Đôn Bình Định

## Cơ sở vật chất
Diện tích khuôn viên nhà trường: 19.166 m2.
Tổng số phòng học hiện có 40 phòng với diện tích 2282 m2. Trong đó:
- 26 phòng học văn hóa
- 2 phòng máy học tin học và nghề vi tính
- 6 phòng thí nghiệm
- 1 phòng học ngoại ngữ đa năng
- 3 phòng chức năng
- 01 phòng thư viện: khoảng 3500 đầu sách, 27.036 bản
- 01 phòng truyền thống

Khu nội trú học sinh 4 tầng với tổng cộng 30 phòng; Nhà thi đấu đa năng có diện tích 2.500m2; Nhà làm việc diện tích 528 m2; Khu vệ sinh: 10, diện tích: 170 m2; Nhà để xe 250 m2.

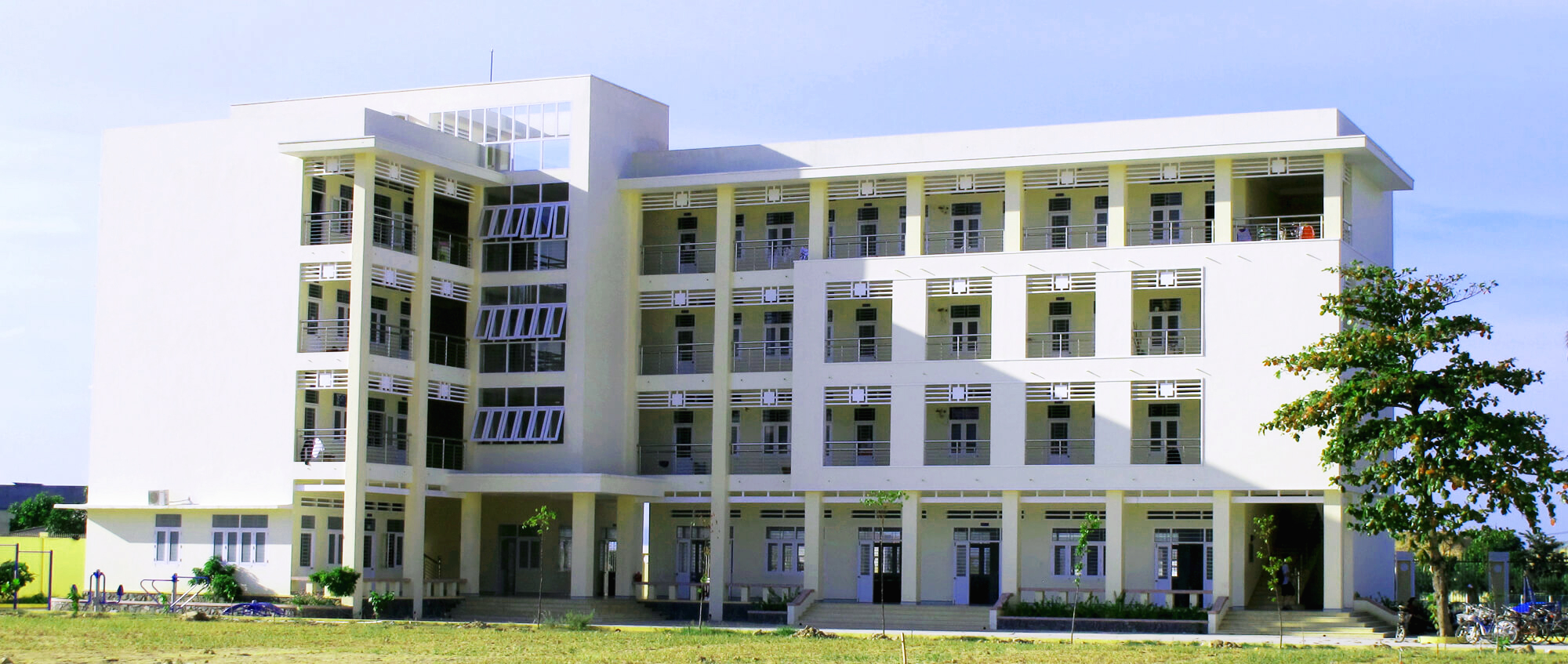
Kí túc xá trường THPT chuyên Lê Quý Đôn Bình Định

## Đào tạo
Trường có nhiệm vụ phát hiện và đào tạo học sinh có năng khiếu, chuẩn bị cho học sinh có vốn kiến thức và phương pháp tư duy sáng tạo để học tốt bậc đại học và các bậc học cao hơn, góp phần đào tạo nguồn sinh viên tốt cho các trường đại học, tiền đề nguồn nhân lực có chất lượng cho quốc gia.
Từ năm 2000 đến 2015, Trường trung học phổ thông chuyên Lê Quý Đôn Bình Định đã có 417 giải Học sinh giỏi quốc gia có 11 giải nhất, 80 giải nhì, 184 giải ba và 142 giải khuyến khích. Nhiều học sinh của trường đã được gọi vào đội dự tuyển thi quốc tế. Trường đã dự thi Olympic truyền thống 30/4 toàn miền Nam, đội tuyển của trường luôn nằm trong tốp 5 trường có vị thứ cao nhất; đặc biệt các đội tuyển môn Toán, Lý, Hóa, Sinh của trường đã 06 lần nhận cờ giải nhất Olympic toàn miền Nam.
Tính đến năm 2015 trường có 17 thủ khoa, á khoa các trường Đại học và Cao đẳng trong cả nước
Trường trung học phổ thông chuyên Lê Quý Đôn Bình Định đã 16 năm liền từ 2002 đến 2018 đạt tỷ lệ 100% tốt nghiệp trung học phổ thông.
Đội ngũ cán bộ, giáo viên
- Năm 2020-2021, Nhà trường có 63 CB, GV, NV. trong đó số cán bộ quản lý là 03, GV: 54, NV: 06
- Chất lượng đội ngũ:  Tất cả Cán bộ, giáo viên nhà trường đều đạt chuẩn và trên chuẩn, được điều động, thuyên chuyển từ các trường THPT trong tỉnh, có năng lực và kinh nghiệm trong đào tạo, bồi dưỡng học sinh giỏi.

### Dạy và Học
Trường THPT chuyên Lê Quý Đôn Bình Định là một trong hai trường trung học phổ thông chuyên trực thuộc sở giáo dục và đào tạo Bình Định. Học sinh trường được học đủ các môn học như học sinh các trường trung học phổ thông khác, riêng các môn chuyên được tăng tiết để học sâu hơn, kĩ hơn. Học sinh được tổ chức học Tin học, Tiếng Anh, Ngoại ngữ 2, nghề và được sử dụng các phòng thí nghiệm, phòng Lab hiện đại.
Ngoài ra nhà trường có chiến lược giảng dạy từ khi vào trường cho tới hết lớp 12 để học sinh có kết quả tốt nhất trong các kì thi Tốt nghiệp THPT và Tuyển sinh Đại học. Các học sinh có năng khiếu được tổ chức bồi dưỡng thêm để tham dự tốt các kỳ thi Học sinh giỏi Quốc gia, các kỳ thi Olympic quốc tế.

### Học bổng và Chính sách hỗ trợ tài chính
Học sinh được hưởng các học bổng của Sở giáo dục và đào tạo Bình Định dành cho những học sinh đạt thành tích các kì thi Học sinh giỏi cấp tỉnh, học sinh giỏi THPT cấp Quốc gia và chọn đội dự tuyển Quốc tế, Olympic 30/4 toàn miền nam, Hội thi các trường Duyên hải và đồng bằng Bắc bộ, Olympic Sinh viên, .
Các học sinh nhà xa được tạo điều kiện và xem xét ở nội trú tại ký túc xá của trường. học sinh có hạnh kiểm tốt, học lực giỏi và điểm môn chuyên đạt từ 8,5 trở lên được xét cấp học bổng. Học sinh của trường còn có cơ hội nhận những học bổng du học tại các trường đại học danh tiếng ở Hàn Quốc và Nhật Bản, Úc, Hoa Kỳ, Pháp, Singapore.

## Tuyển sinh
- Trường THPT chuyên Lê Quý Đôn tuyển sinh trên các địa bàn phường Quy Nhơn, thị xã An Nhơn, huyện Tuy phước, Tây Sơn, Vân Canh, Vĩnh Thạnh, Phù Cát.
- Hiện nay kỳ thi vào trường được tổ chức chung với kỳ thi tuyển sinh vào 10 Công lập, ngoài 3 môn Toán - Văn - Anh còn thêm một buổi thi môn chuyên. Từ năm học 2024 - 2025 trường sẽ tuyển thêm 01 lớp chuyên Sử, 01 lớp chuyên Địa và mở thêm 01 lớp chuyên tiếng Anh.

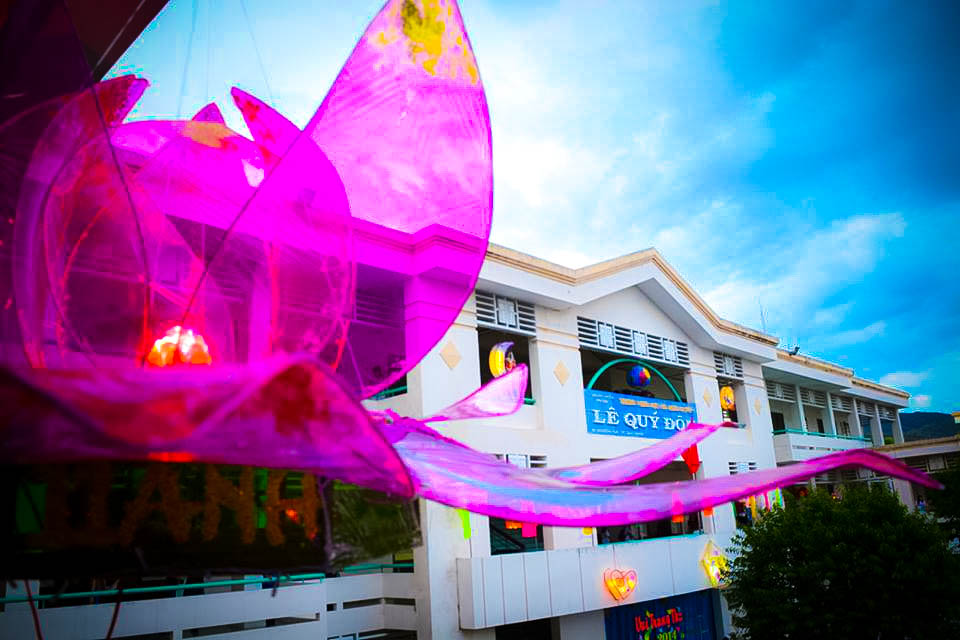

- Mỗi năm trường tuyển sinh 7 lớp chuyên (Toán, Lý, Hóa, Sinh, Văn, Anh, Tin) mỗi lớp không quá 35 học sinh, và 1 (hoặc 2) lớp không chuyên mỗi lớp không quá 45 học sinh. Điểm xét tuyển tính từ cao xuống thấp cho đến hết chỉ tiêu cho từng lớp A1, A2 (đến năm học 2024 - 2025 sẽ ngừng tuyển lớp không chuyên theo quy chế của Bộ)

## Thành tích đạt được

### Các giải học sinh giỏi khu vực và toàn quốc
| STT       | Năm học   | Cấp tỉnh | Olympic | Quốc gia | Quốc tế và khu vực | Tổng cộng HSG |
| --------- | --------- | -------- | ------- | -------- | ------------------ | ------------- |
| 1         | 2000–2001 | 57       | 19      | 13       |                    | 89            |
| 2         | 2001–2002 | 119      | 31      | 25       |                    | 175           |
| 3         | 2002–2003 | 103      | 34      | 35       |                    | 172           |
| 4         | 2003–2004 | 140      | 32      | 29       |                    | 201           |
| 5         | 2004–2005 | 155      | 34      | 40       |                    | 229           |
| 6         | 2005–2006 | 176      | 34      | 42       |                    | 252           |
| 7         | 2006–2007 | 122      | 36      | 23       |                    | 181           |
| 8         | 2007–2008 | 148      | 44      | 23       |                    | 215           |
| 9         | 2008–2009 | 192      | 39      | 32       |                    | 263           |
| 10        | 2009–2010 | 207      | 33      | 30       |                    | 270           |
| 11        | 2010–2011 | 217      | 35      | 27       | 1                  | 280           |
| 12        | 2011–2012 | 202      | 37      | 25       |                    | 264           |
| 13        | 2012–2013 | 200      | 40      | 28       |                    | 268           |
| 14        | 2013–2014 | 208      | 42      | 25       |                    | 275           |
| 15        | 2014–2015 | 236      | 43      | 20       |                    | 299           |
| 16        | 2015–2016 | 233      | 43      | 16       | 1                  | 293           |
| 17        | 2016–2017 | 227      | 46      | 24       |                    | 297           |
| 18        | 2017–2018 | 217      | 43      | 16       |                    | 276           |
| 19        | 2018–2019 | 224      | 50      | 26       |                    | 300           |
| 20        | 2019–2020 | 212      | 0       | 22       |                    | 234           |
| 21        | 2020–2021 | 187      | 0       | 19       |                    | 206           |
| 22        | 2021–2022 | 206      | 25      | 21       |                    | 252           |
| 23        | 2022–2023 | 197      | 21      | 23       |                    | 118           |
| 24        | 2023–2024 | 221      | 45      | 31       |                    | 252           |
| 25        | 2024–2025 | 238      | 81      | 29       | 1 (KV)             | 349           |
| Tổng cộng |           | 4644     | 887     | 644      | 3                  | 4023          |

- Trong 303 huy chương Olympic 30/4 có 122 huy chương vàng, 128 huy chương bạc, 53 huy chương đồng. Đội tuyển của trường luôn nằm trong tốp 5 trường có vị thứ cao nhất; đặc biệt các đội tuyển môn Toán, Lý, Hóa, Sinh của trường đã 06 lần nhận cờ giải nhất Olympic toàn miền Nam.
- Trong 262 giải Học sinh giỏi quốc gia có 09 giải nhất, 63 giải nhì, 128 giải ba và 62 giải khuyến khích. 11 học sinh của trường đã được gọi vào đội dự tuyển thi quốc tế.
- Có 2 học sinh đạt giải tại kì thi olympic Hóa học quốc tế và Olympic Toán học quốc Tế: HCB Lê Nhật Hoàng Olympic Toán học quốc tế (2016), HCĐ Võ Duy Việt Olympic Hóa học quốc tế (2010)

### Khen thưởng
- 03 Bằng khen của Thủ tướng.
- 44 Bằng khen của Bộ Giáo dục - Đào tạo.
- 80 Bằng khen của UBND tỉnh Bình Định.
- 09 Bằng khen của Liên đoàn Lao động tỉnh Bình Định.
- 01 Bằng khen của Công đoàn Giáo dục Việt Nam.[3]
- 02 Cờ thi đua của Tổng Liên đoàn Lao động Việt Nam